# ルートヴィヒ・フォン・アルコ・アオフ・ファーライ
ルートヴィヒ・アロイス・フォン・ウント・ツー・アルコ・アオフ・ファーライ（Ludwig Aloys Graf von und zu Arco auf Valley, 1845年3月4日 ミュンヘン - 1891年10月15日 ベルリン）は、ドイツの外交官。伯爵。駐米ドイツ大使（在任1888年 - 1891年）。

## 生涯
バイエルン王国の大地主・政治家マクシミリアン・フォン・アルコ・アオフ・ファーライ伯爵とその妻の伯爵令嬢アンナ・マレスカルキ（1813年 - 1885年）の間の第5子。弟エメリッヒ・フォン・アルコ・アオフ・ファーライも駐日ドイツ全権公使等を務めた外交官。甥アントン・グラーフ・フォン・アルコ・アオフ・ファーライはテロリスト・右翼民族主義者。
1863年から1867年までミュンヘンで法学を学び、文官試験に合格し国家官僚となる。バイエルン聖座大使館付き駐在武官（1867年12月～1870年7月）を務め、次いでバイエルン州外務省本省勤務となる（1870年7月～1871年6月）。1870年普仏戦争に従軍。
1871年6月3日付で新生ドイツ帝国の在米大使館付き駐在武官としてワシントンD.C.に派遣される。次いで在オーストリア大使館の二等書記官に転じた（1872年9月20日～1873年12月13日）。1873年11月29日ブルク劇場の女優アントーニエ・ヤーニッシュと結婚した。ドイツ政府はこのスキャンダラスな結婚について聞き及ぶと、アルコを健康上の理由を名目として退官させることに決めた。夫婦はエジプトやイタリアに長期旅行をした。2人が1875年8月1日に離婚すると、アルコはさっそく復職して在スペイン大使館三等書記官に補され、在マドリード総領事ダニエル・ヴァイスヴァイラーの下僚として働いた。
1882年12月より1886年8月までローマ教皇庁への外交使節を務めた。1886年8月から1888年2月までは在アレクサンドリア総領事の任にあった。1888年2月に在米ドイツ大使に転じ、亡くなるまで務めた。

## 引用
1. ↑  Heinz-Alfred Pohl: Bismarcks „Einflußnahme“ auf die Staatsform in Frankreich 1871–1877. P. Lang, 1984, S. 285 f.